# Čierna Lehota (Bánovce nad Bebravou)
Čierna Lehota é um município da Eslováquia, situado no distrito de Bánovce nad Bebravou, na região de Trenčín. Tem 15,21 km² de área e sua população em 2018 foi estimada em 118 habitantes. Foi citado pela primeira vez em documento oficial no ano de 1296.

## Demografia
| Ano:        | 1994 | 2004    | 2014    | 2024   |
| ----------- | ---- | ------- | ------- | ------ |
| Broj ljudi: | 192  | 151     | 110     | 110    |
| Razlika:    |      | -21,35% | -27,15% | -1,42% |

| Ano:               | 2023 | 2024   |
| ------------------ | ---- | ------ |
| Número de pessoas: | 112  | 110    |
| Diferença:         |      | -1,78% |